# Joel Puckett
Joel Puckett (Atlanta, 27 giugno 1977) è un compositore statunitense.

## Biografia
Puckett viene da una famiglia appassionata di musica; suo padre era un tubista classico ed anche se è in pensione esegue tuttora concerti di jazz dixie-land in giro per Atlanta. Joel completò il suo lavoro accademico presso l'Università del Michigan, guadagnandosi sia un Master of Music che un Doctorate of Musical Arts. Tra i suoi insegnanti figurano Michael Daugherty, William Bolcom, Bright Sheng, Will Averitt e Thomas Albert.
L'omaggio dell'11 settembre This Mourning - uno dei suoi lavori più importanti - è stato commissionato dal coro di Washington ed è scritto per 250 cantanti, orchestra completa e un accompagnamento di 40 bicchieri di cristallo. Questa prima si svolse sul palco principale del Kennedy Center di Washington D.C. alla fine di novembre 2006. Tra gli altri pezzi degni di nota c'è il suo concerto per flauto, coro di flauti e gruppo di fiati The Shadow of Sirius, che è stato scritto per commemorare la perdita di suo figlio a causa un aborto spontaneo.
Puckett è membro della facoltà di teoria del Peabody Conservatory. In precedenza ha insegnato alla Shenandoah University e alla Towson University. Puckett ha anche lavorato come compositore in residenza per la Chicago Youth Symphony Orchestra.